# Martynas Gecevičius
Martynas Gecevičius, né le 16 mai 1988 à Vilnius, dans la République socialiste soviétique de Lituanie, est un joueur lituanien de basket-ball, évoluant au poste de meneur.

## Biographie
En août 2011, Gecevičius signe avec l'Olympiakós.

### Palmarès
- 3e du championnat du monde 2010
- Vainqueur de l'EuroCoupe 2008-2009 (Lietuvos rytas)
- Vainqueur de la ligue baltique 2007, 2009 (Lietuvos rytas)